# Asterodon
Asterodon Pat. (gwiazdoząb) – rodzaj grzybów z rodziny szczeciniakowatych (Hymenochaetaceae). Należą do niego tylko 2 gatunki, w Polsce występuje jeden.

## Systematyka i nazewnictwo
Pozycja w klasyfikacji według Index Fungorum: Hymenochaetaceae, Hymenochaetales, Incertae sedis, Agaricomycetes, Agaricomycotina, Basidiomycota, Fungi.
Synonimy naukowe: Acia subgen. Aciella P. Karst., Aciella (P. Karst.) P. Karst., Hydnochaete Peck, Hydnochaetella Sacc.:
Polską nazwę zarekomendował Władysław Wojewoda w 2003 r.

## Charakterystyka
Grzyby kortycjoidalne o bazydiokarpie rocznym, rozpostartym lub rozpostarto-odgiętym, kolczastym hymenoforze i kłaczkowatym brzegu. System strzępkowy dimityczny, strzępki szkieletowe nierozgałęzione lub rzadko rozwidlone, nieseptowane, o gładkich, brązowawo-ochrowych i pogrubionych ściankach, strzępki generatywne septowane bez sprzążek, szkliste do jasnobrązowych. Podstawki maczugowate z 4 sterygmami i prostą przegrodą u podstawy. W hymenium występują szczecinki zwykłe i rozgałęzione (asterosety), cystyd brak. Bazydiospory szkliste, elipsoidalne, gładkie, cienkościenne, nieamyloidalne.
Asterodon jest spokrewniony z Hymenochaete. Odróżnia się głównie rozgałęzionymi asterosetami.
Gatunki
- Asterodon albus Rick 1959
- Asterodon ferruginosus Pat. 1894 – gwiazdoząb rdzawy

Wykaz gatunków i nazwy naukowe na podstawie Index Fungorum. Nazwa polska według Władysława Wojewody.